# Ozan (Arkansas)
Ozan è un comune degli Stati Uniti d'America, situato in Arkansas, nella contea di Hempstead.